# 가브릴라 데르자빈
가브릴(가브릴라) 로마노비치 데르자빈(러시아어: Гаврии́л (Гаври́ла) Рома́нович Держа́вин, 1743년 7월 14일~1816년 7월 20일)은 러시아의 시인이다.
장교가 되어 군대복무를 오래 하다가 나중에는 문관이 되었다. 40세가 다 되어 <펠리차>라는 예카테리나 여제를 찬양한 한편의 시를 그녀에게 바쳤고 이 시로 일약 문명을 떨쳐 관직도 높아졌다. 데르자빈의 시는 고전주의적 장중성은 있으나 답답한 형식에 구애되지 않는 점에 특징이 있고, 문체는 우미하면서도 발랄함을 잃지 않았으며 화려하면서 동시에 리얼리티를 갖추고 있었다. 18, 19 양 세기에 걸쳐 시단에 군림하면서 국가의 영광, 철학적 사색, 생활의 기쁨을 노래한 수많은 작품을 남겼다.

## 생애
데르자빈은 1743년 7월 14일(율리우스력 7월 3일) 카잔 지방에서 소지주의 아들로 태어나 1816년 7월 20일(율리우스력 7월 8일) 노브고로드 지방의 즈반카에서 죽었다. 몰락한 귀족 가문에서 태어난 데르자빈은 카잔의 김나지움을 마치고 1762년 사병으로 입대했고, 1772년 장교로 임관되었다. 1773년 푸가초프의 난이 일어나자 그의 소속 부대는 반란군 진압 작전에 참여했다. 이 사건 이후 1777년 상트페테르부르크에서 내무부 관리로 공직 생활을 시작했다. 공직 생활 26년 동안 올로네츠와 탐보프의 지방 장관과 상원 의원, 그리고 법무장관을 지냈다. 관리 생활을 하는 동안 그는 시를 쓰기 시작했다.
데르자빈은 18세기 러시아 시인으로서 독창적인 서정시와 송시를 많이 남겼다. 그가 시인으로서 명성을 얻기 시작한 것은 예카테리나 대제에게 바치는 송시 ＜펠리차＞(1782)를 발표하면서부터다. ＜펠리차＞는 전체가 260행으로 구성된 송시로서, 한편으로는 계몽 군주로서의 예카테리나 여제를 칭송하면서 다른 한편으로는 신하들의 아첨과 위선을 신랄하게 풍자하고 있다. 예카테리나 대제에게 그 송시를 바쳐 여황제의 총애를 받았고, 계관시인이 되는 명예를 얻기까지 하였다. 한동안 여황제의 개인 비서로 일하기도 하였다. 그러나 자유주의적인 정치 성향 때문에 1803년 공직에서 물러나 노브고로드 지방의 즈반카에 있는 영지로 돌아와 생활했다. 이곳에서 그는 시와 산문, 드라마와 회고록을 쓰면서 만년을 조용히 지냈다.
데르자빈의 다양한 시들을 소재나 주제에 따라 그룹을 지어보면 몇 가지로 분류할 수 있다. 그의 시는 크게 송시와 아나크레온풍의 인생의 쾌락을 노래한 시로 구분된다. 데르자빈의 시 작품들 가운데 가장 특징적인 것은 말년에 집중적으로 창작한 아나크레온풍의 시들이다. 그 시들은 즐겁고 감각적인 관능뿐만 아니라 다양한 유형의 삶에 대한 예찬과 사랑으로 고취되어 있다.